# Ctenothea bella
Ctenothea bella är en fjärilsart som beskrevs av W. Warren 1898. Ctenothea bella ingår i släktet Ctenothea och familjen mätare. Inga underarter finns listade i Catalogue of Life.